# 城郊乡 (固始县)
城郊乡是位于中国河南省固始县中部的一个已撤销的乡，位于城郊地带，故名。总面积123平方公里，人口7.5万。下辖六里、汪庙、二里井、岳桥、六里棚、香樟苑、湖畔春天、茶林场、陈庙、藕塘、隔夜、瓦房、八里松、仁里等14个社区居委会及东庙、周集、关庙、阳关、淮堰、无量寺、五里、大棚、学堂、仰庙、十里井、大寨、陈圩等18个行政村。2012年1月城郊乡撤销，改设番城、秀水两个街道办事处。

## 交通
312国道自西向东由胡族铺乡进入境内，淮固高速公路正在建设中。

## 古迹
- 平寨遗址，河南省文物保护单位
- 郑成功衣冠冢，河南省文物保护单位